# École secondaire de Westmount

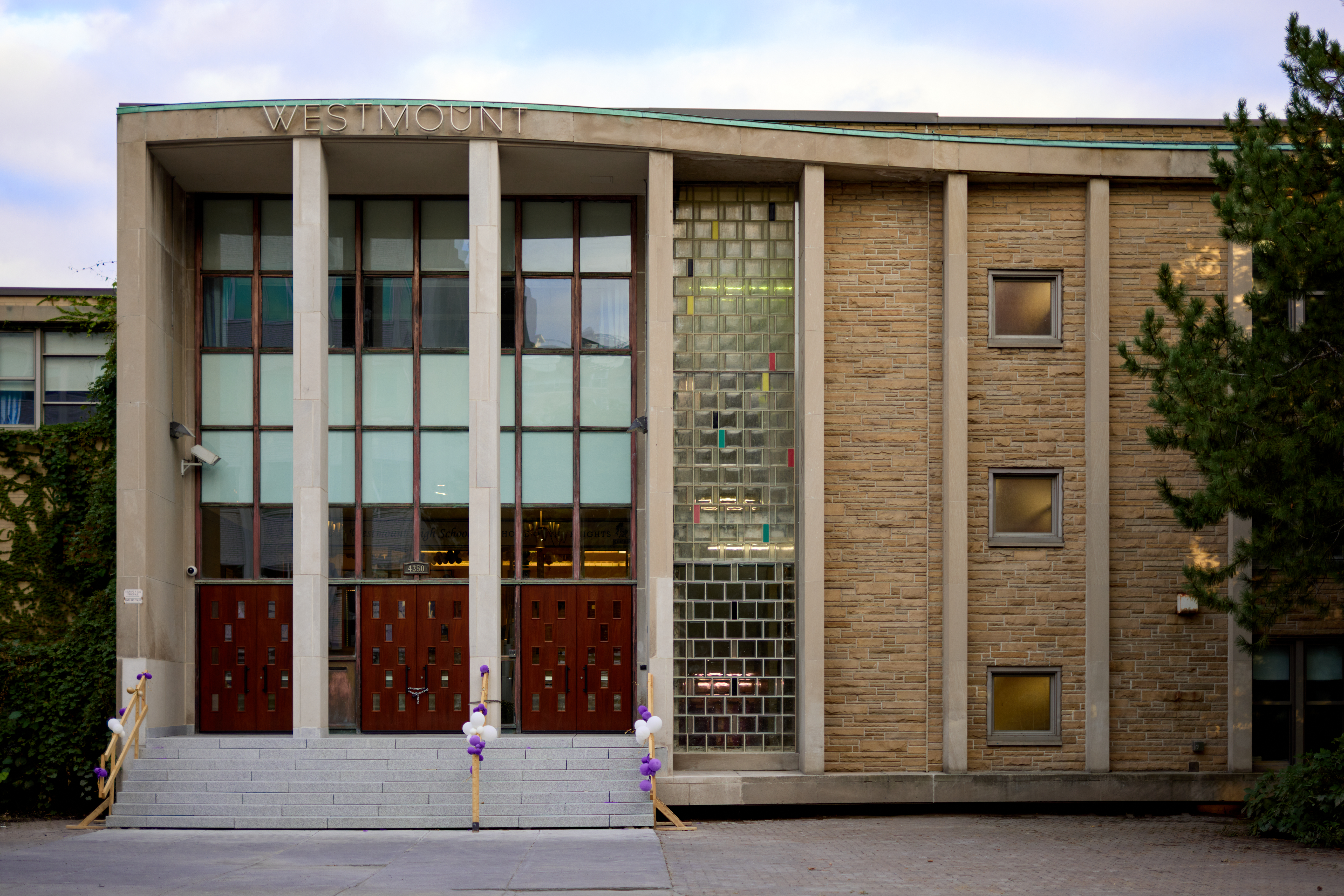
4350, rue Sainte-Catherine Ouest

L'école secondaire de Westmount (en anglais Westmount High School ou, usuellement, Westmount High), est une école secondaire publique anglophone située à Westmount, au Québec. L'établissement fait partie de la Commission scolaire English-Montréal et faisait auparavant partie de la Commission des écoles protestantes du Grand Montréal.
L'école a été construite en 1961 à l'emplacement des anciens terrains sportifs de la Montreal Amateur Athletic Association.
Cette école a accueilli certains étudiants aujourd'hui connus, notamment la vice-présidente des États-Unis Kamala Harris et le chanteur Leonard Cohen, mais aussi le chimiste Edgar William R. Steacie, l'actrice Norma Shearer, l'architecte Moshe Safdie, l'astronome amateur David H. Levy et l'homme politique Stockwell Day.